# Björn Joppien
Björn Joppien (Langenfeld, 30 de enero de 1981) es un deportista alemán que compitió en bádminton. Ganó una medalla de bronce en el Campeonato Europeo de Bádminton de 2004, en la prueba individual.

## Palmarés internacional
| Campeonato Europeo | Campeonato Europeo | Campeonato Europeo | Campeonato Europeo |
| Año                | Lugar              | Medalla            | Prueba             |
| ------------------ | ------------------ | ------------------ | ------------------ |
| 2004               | Ginebra (Suiza)    | Medalla de bronce  | Individual         |